# Сирано (фильм)
«Сирано́» (англ. Cyrano) — британско-американский художественный фильм, снятый Джо Райтом, экранизация мюзикла по драме Эдмона Ростана «Сирано де Бержерак». Главные роли в нём сыграли Питер Динклэйдж и Хейли Беннетт. Премьера состоялась в сентябре 2021 года, в прокат картина вышла 25 февраля 2022 года. Она получила высокие оценки критиков и номинации на ряд кинопремий, включая «Оскар» за дизайн костюмов.

## Сюжет
Литературной основой сценария стала драма Эдмона Ростана «Сирано де Бержерак», рассказывающая о любовном треугольнике. Заглавный герой, поэт, острослов и забияка, влюблён в красавицу Роксану, но уверен, что из-за его внешнего уродства она не ответит взаимностью. Он не признаётся Роксане в своих чувствах, а та влюбляется с первого взгляда в Кристиана, сослуживца Сирано по гвардейскому полку: он хорош собой, но при этом косноязычен. Из любви к Роксане Сирано начинает помогать другу. Он пишет вместо него любовные письма и даже подсказывает ему слова во время решающего объяснения под балконом.
Роксана становится женой Кристиана, но сразу после венчания гвардию отправляют на войну. Главный герой каждый день отправляет Роксане письма от имени Кристиана. Последний догадывается, что Сирано влюблён в его жену, и заявляет, что нужно рассказать обо всём: на самом деле Роксана влюблена в слова, а значит, любит не того, о ком думает. Однако сразу после этого Кристиан погибает в сражении.
Проходит три года. Сирано, вернувшийся с войны тяжело раненым, за это время постарел и обнищал, рана не даёт ему покоя. Роксана просит его прочесть вслух прощальное письмо Кристиана и по тому, как он читает, окончательно догадывается: именно ему принадлежат все признания, которые адресовал ей возлюбленный. Она признаётся Сирано в любви. Тот говорит, что любил только свою гордость, когда отказывался рассказать о своих чувствах, и умирает на руках у Роксаны.

## В ролях
- Питер Динклэйдж — Сирано де Бержерак
- Хейли Беннетт — Роксана
- Келвин Харрисон-младший[англ.] — Кристиан де Невильет
- Бен Мендельсон — де Гиш
- Моника Долан — Мари
- Питер Уайт — Рагено

## Создание и оценки
Проект был анонсирован в августе 2020 года. Фильм стал экранизацией мюзикла Эрики Шмидт, созданного в свою очередь, на основе пьесы Эдмона Ростана «Сирано де Бержерак». Заглавную роль получил Питер Динклэйдж, в силу чего физическим недостатком главного героя стал не огромный нос, как в первоисточнике, а маленький рост. Съёмки начались в октябре 2020 года на Сицилии, причём весь вокал был записан вживую на съёмочной площадке. Премьера состоялась 2 сентября 2021 года на кинофестивале «Теллурайд», 25 февраля 2022 года «Сирано» вышел в прокат.
Картина получила преимущественно высокие оценки критиков. Она была номинирована на «Оскар» (в категории «Лучший дизайн костюмов»), на «Золотой глобус» (категории «Лучший фильм» и «Лучшая мужская роль»), получила четыре номинации на премию Британской киноакадемии («Лучший британский фильм», «Лучший дизайн костюмов», «Лучший макияж и причёска», «Лучшая работа художника»).
Рецензент «Фильм.ру» увидел в режиссёрской манере Джо Райта «наглый артистизм», умение «находить поэтику в бытовых вещах» и делать «пронзительные песни» «мощным драматическим оружием». Он высоко оценил актёрские работы Динклейджа («одного из сильнейших актёров поколения») и Беннетт («жутко недооценённой артистки, которая давно заслужила куда большую славу, чем получает»), а также Харрисона и Мендельсона, демонстрирующего «глубокий актёрский диапазон». Обозреватель «Кинотеатр.ру» констатировал, что Райт «с трепетом и вниманием… воссоздаёт образ старой Европы», причём «персонажи выглядят так, будто сошли с полотен Веласкеса». По его мнению, «Сирано» — «удачная адаптация классики, но… не слишком хороший мюзикл. Здесь почти нет хореографии и танцевальных номеров, а песни запоминаются значительно хуже костюмов».
Обозреватель «Кинорепортёра» написал разгромную рецензию на «Сирано». По его мнению, «великая трагедия» в этом фильме превратилась в «нелепый фарс» из-за неудачного подбора актёров, плохого вокала, незапоминающихся музыкальных партий. «Сирано» для критика — «удручающе тоскливая тягомотина, которая, помимо чисто внешнего отсутствия привлекательности, лишилась главного, что отличало пьесу Ростана и его героя: жизнелюбия».